# 玛丽娜·基尔
玛丽娜·基尔（德語：Marina Kiehl，1965年1月12日—），德国女子高山滑雪运动员。她曾代表西德参加1984年和1988年冬季奥林匹克运动会高山滑雪比赛，获得一枚金牌。